# Środek Europy

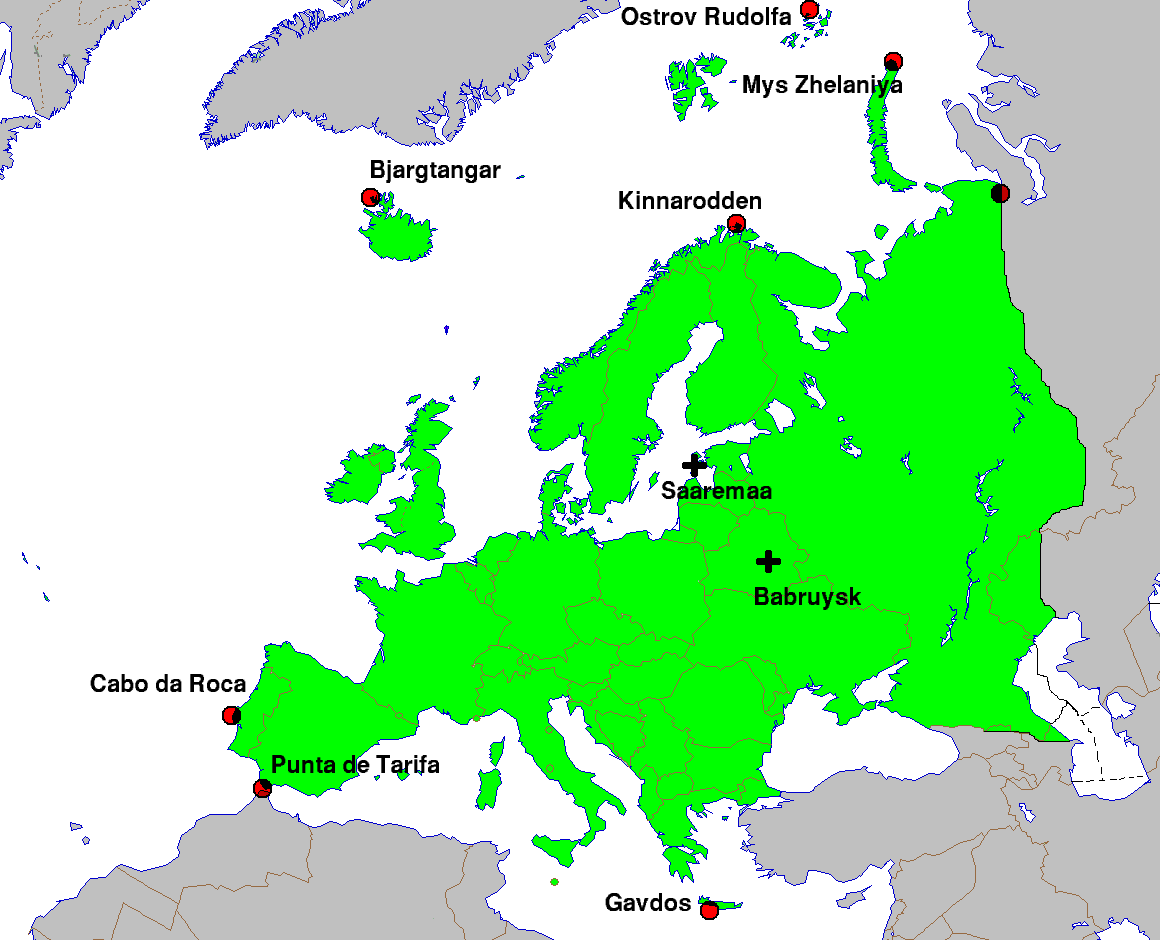
Skrajne punkty Europy i wynikające z przyjęcia różnych kryteriów przykładowe "środki Europy"

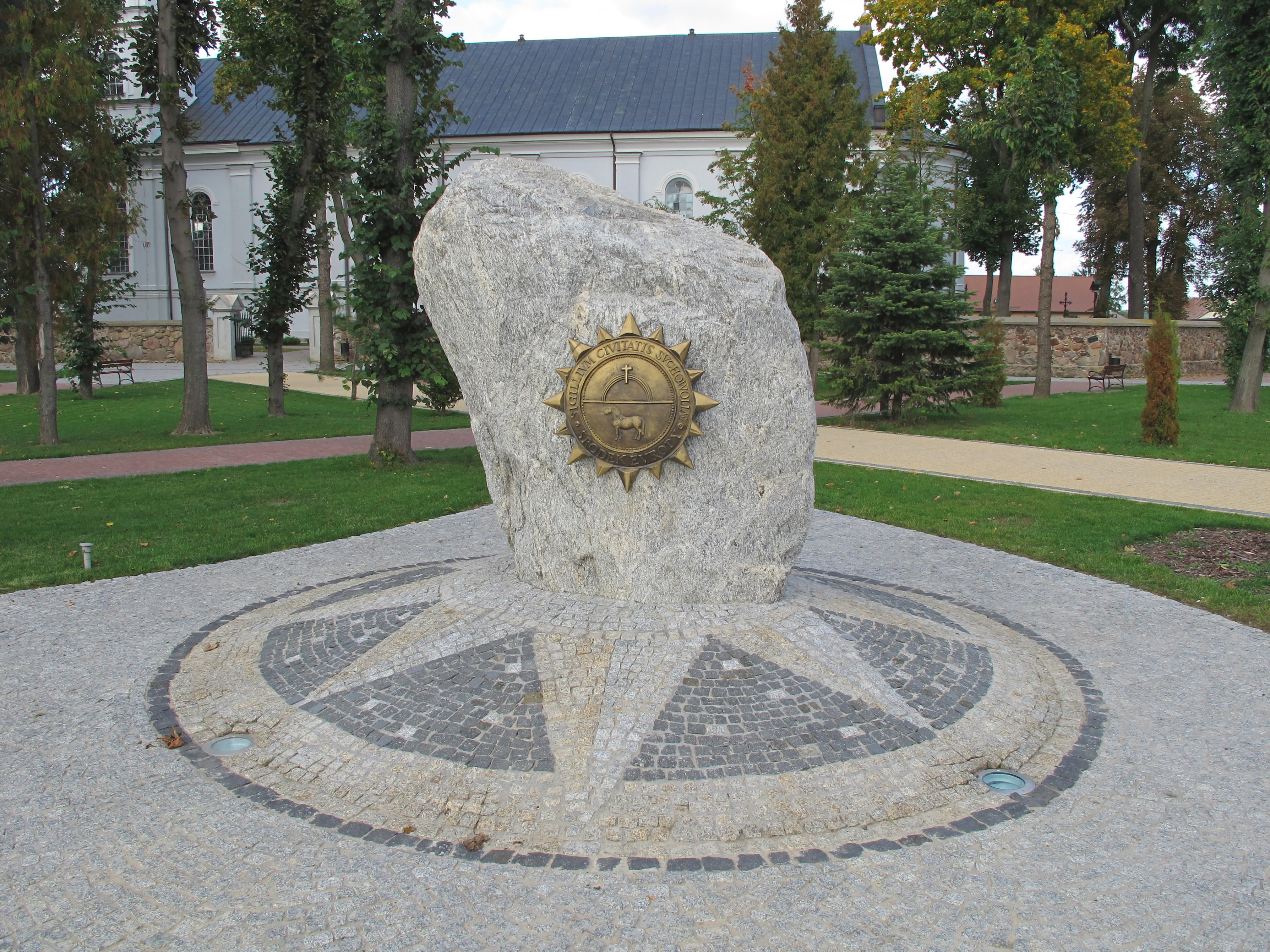
Środek Europy w Suchowoli

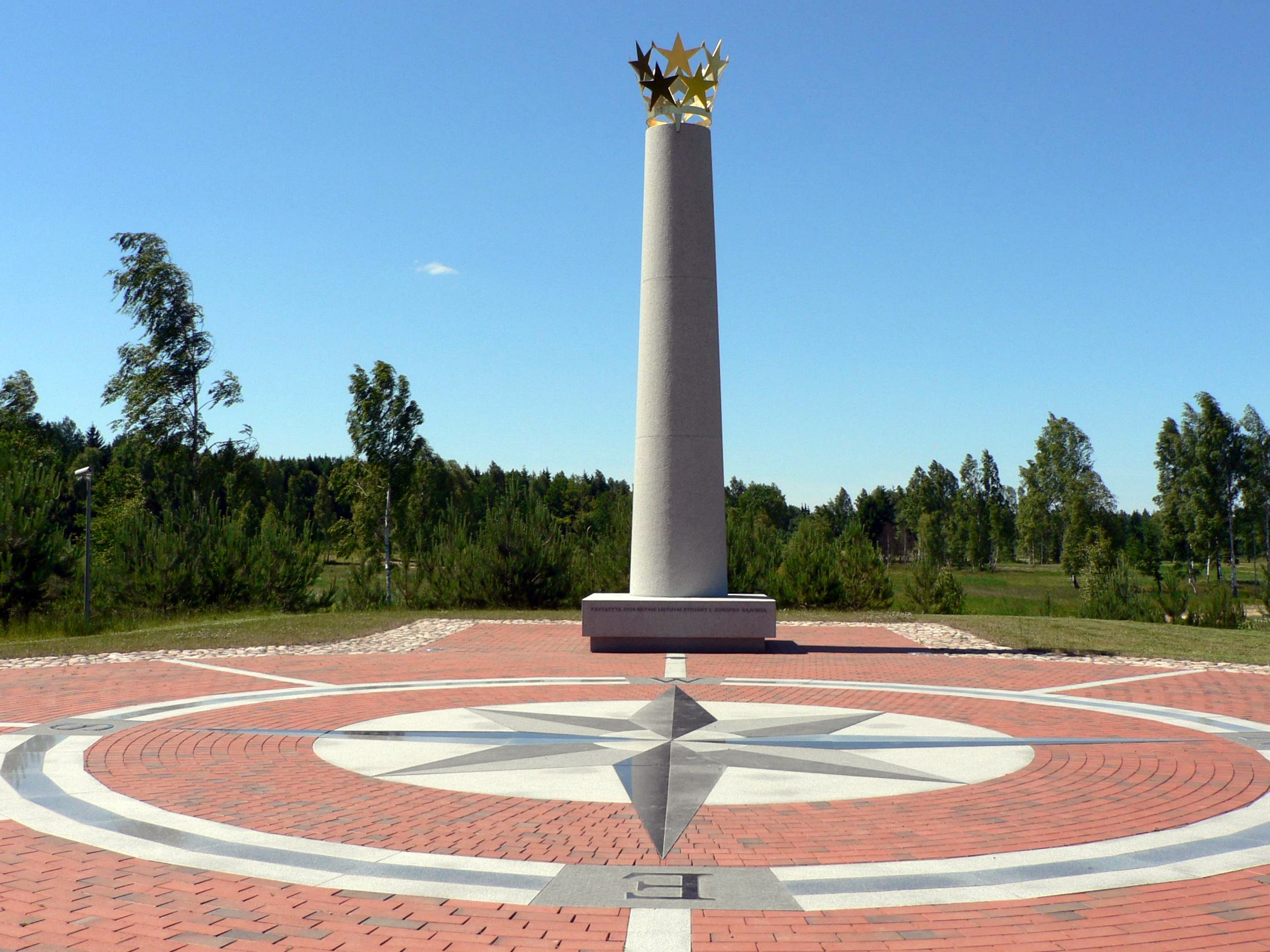
Środek Europy w miejscowości Purniszki, 20 km na północ od Wilna

Geograficzny środek Europy – punkt, który jest określany na podstawie metody obliczeń geograficznych, a dokładna lokalizacja zależy od przyjętej definicji granic kontynentu. Jego położenie można wskazać stosując różne kryteria. Istnieje kilka metod wyznaczania środka Europy, ale najczęściej polegają one na obliczeniach związanych z geometrycznym środkiem ciężkości obszaru kontynentu, uwzględniając różne granice geograficzne i polityczne. 
Problematycznymi elementami w jego wyznaczeniu są:
- kontrowersyjny przebieg granicy Europa-Azja;
- kwestia przynależności wysp położonych na Oceanie Atlantyckim, takich Islandia, Azory czy Madera[1];
- uwzględnienie lub nie Svalbardu i arktycznych wysp Rosji (Nowa Ziemia, Ziemia Franciszka Józefa), które leżą na szelfie kontynentalnym Europy.

Z tego powodu określenie geograficznego środka Europy jest kwestią sporną i uzależnioną od przyjętych założeń.

## Niektóre środki Europy
Suchowola, Polska
Pierwsze wyznaczenie geograficznego środka Europy przypisuje się Szymonowi Antoniemu Sobiekrajskiemu, astronomowi i kartografowi na dworze króla Stanisława Augusta Poniatowskiego. W 1775 roku Sobiekrajski zastosował metodę opartą na równych odległościach od najbardziej wysuniętych skrajnych punktów Europy: na zachodzie - przylądka św. Wincentego w Portugalii, na wschodzie - środkowego Uralu, na północy - przylądka Nordkinn w Norwegii (dawniej określanego jako Persanger), i na południu - przylądka Matapan w Grecji. Wyspy zostały w tych obliczeniach pominięte. Wyniki wskazały, że środek Europy znajduje się w miejscowości Suchowola koło Białegostoku. Ustawiono tam pamiątkowy obelisk z tablicą.
Diłowe, Ukraina
W 1887 roku przeprowadzono w tym regionie szczegółowe pomiary geodezyjne, których celem było wyznaczenie punktu równych odległości od granic kontynentu europejskiego, przy uwzględnieniu ówczesnych definicji Europy. Austro-Węgierski Instytut Wojskowo-Geograficzny przyjął za podstawę swoich obliczeń model elipsoidy ziemskiej, a także równomierne rozmieszczenie lądów w obrębie Europy. Punkt wyznaczony w Diłowym miał stanowić centralne miejsce kontynentu w odniesieniu do linii wyznaczających jego krańce. W wyniku tych obliczeń stworzono i umieszczono w 1887 roku pamiątkowy znak – kamienny obelisk z inskrypcją.
Wyliczenia opierały się na technikach geodezyjnych dostępnych w XIX wieku, które uwzględniały zarówno lokalizację skrajnych punktów Europy, jak i ówczesne pojęcia granic kontynentu.
Giria, Litwa
W 1989 roku Jean-George Affholder, badacz z francuskiego Narodowego Instytutu Geografii, dokonał ponownych obliczeń, wykorzystując metodę środka ciężkości figury geometrycznej Europy. Wyniki te wskazały, że geograficzny środek Europy znajduje się na Litwie, około 25 km na północ od Wilna, w okolicach miejscowości Giria. Miejsce to zostało uhonorowane parkiem upamiętniającym ten fakt. W 2004 roku wzniesiono tam pomnik autorstwa Gediminasa Jokūbonisa – kolumnę z białego granitu zwieńczoną koroną z gwiazd. Od 1992 roku obszar ten ma status rezerwatu oraz miejsca o znaczeniu historycznym. Wpisano go również do Księgi Rekordów Guinnessa jako oficjalne geograficzne centrum Europy.

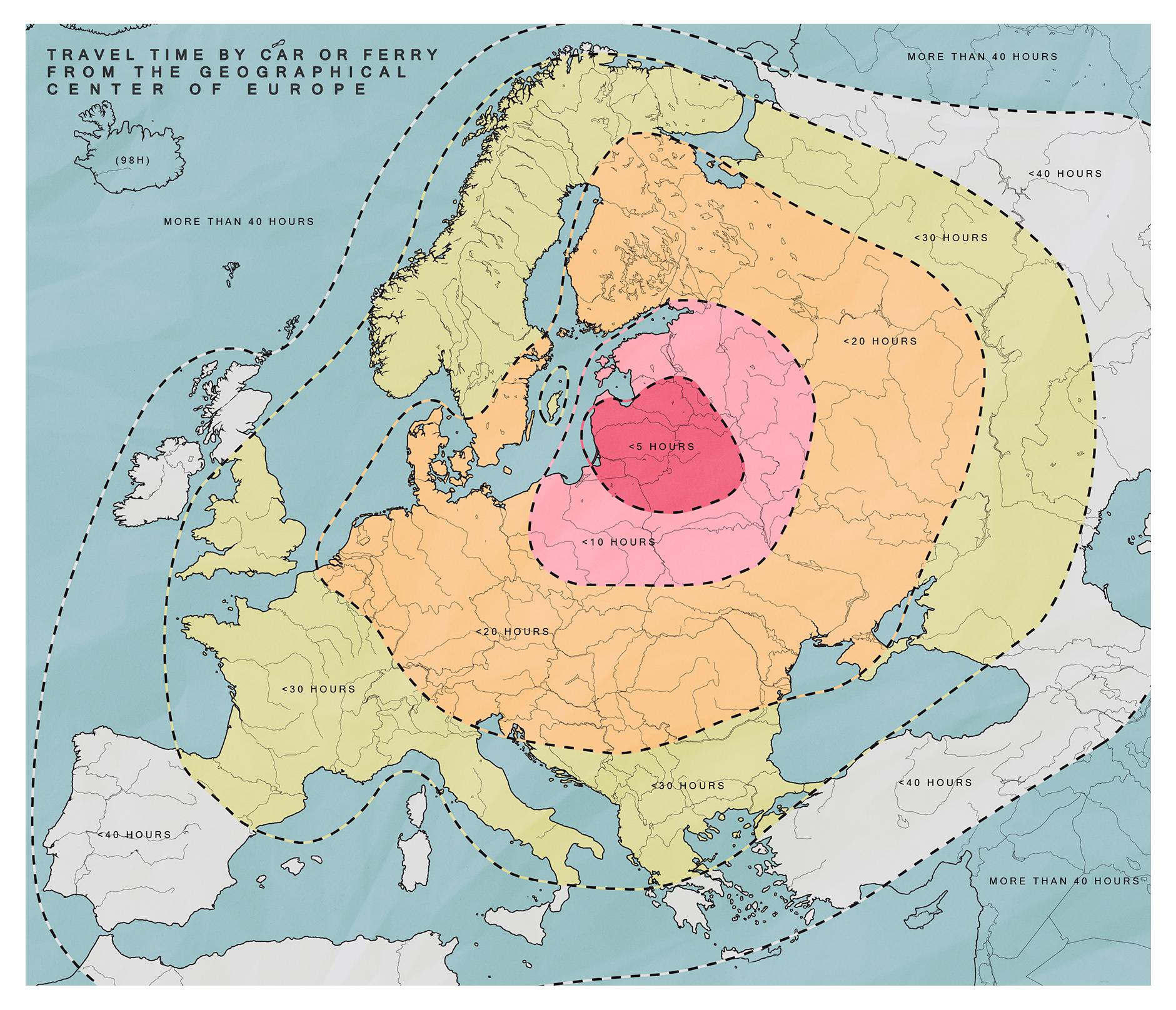

Kremnické Bane, Słowacja
Słowacki geograficzny środek Europy znajduje się w Górach Kremnickich, w miejscowości Kremnické Bane. Kamień z tablicą pamiątkową oznaczający geograficzny środek Europy znajduje się przy gotyckim kościele św. Jana Chrzciciela z XIII wieku, który został zbudowany na środku między rzekami Wag i Hron. Z pokolenia na pokolenie przekazuje się tradycję, że ten kościół jest zbudowany na geograficznym środku Europy, co zostało uwiecznione również w literaturze. Kamienny pomnik oznaczający geograficzny środek Europy jest jednocześnie kamieniem węgielnym słowackiej państwowości, który został tutaj umieszczony z okazji powstania Republiki Słowackiej.
Inne lokalizacje również pretendują do miana środka Europy. Jednym z nich jest przylądek Kolka na Łotwie, gdzie znajduje się z miejsce, które mają wyznaczać cięciwy łączące skrajne punkty Europy. Ponadto istnieje kilkanaście innych punktów uważanych za „środek Europy”, znajdujących się na terenie Austrii, Białorusi, Czech, Estonii, Litwy, Niemiec, Rumunii, Słowenii. Zjawisku temu reżyser Stanisław Mucha poświęcił film dokumentalny Środek Europy (2004).

## Środek Unii Europejskiej
Od chwili przystąpienia Chorwacji do Unii Europejskiej 1 lipca 2013 r. środek Unii Europejskiej znajdował się w Westerngrund w Dolnej Frankonii. Przy wyznaczaniu tego środka nie zostały uwzględnione obszary specjalne państw członkowskich Unii Europejskiej, takie jak Gujana Francuska, stanowiące de iure części państw Unii.
Po wystąpieniu Wielkiej Brytanii z Unii Europejskiej 31 stycznia 2020 roku nowym środkiem UE stała się niemiecka miejscowość Gadheim w gminie Veitshöchheim, w powiecie Würzburg, w Bawarii.